# Parafia św. Jana Nepomucena i Niepokalanego Poczęcia Najświętszej Maryi Panny w Dąbrównie
Parafia św. Jana Nepomucena i Niepokalanego Poczęcia Najświętszej Maryi Panny w Dąbrównie – rzymskokatolicka parafia w Dąbrównie, należąca do archidiecezji warmińskiej i dekanatu Grunwald.
Została utworzona 28 października 1863.
Zgodnie ze stanem na październik 2023 proboszczem parafii jest ks. Wojciech Tyberski. 